# Synothele taurus
Synothele taurus là một loài nhện trong họ Barychelidae. Loài này phân bố ờ Tây Úc.